# ロハテツ - ヴェセリー・ナド・モラヴォウ線
ロハテツ - ヴェセリー・ナド・モラヴォウ線（チェコ語;Železniční trať Rohatec – Veselí nad Moravou）は、チェコ国鉄の鉄道線の名称である。路線番号は343。なお本頁では、同じく343号線として案内されている、ヴェセリー・ナド・モラヴォウ - ノヴェー・メスト・ナド・ヴァーホム線のチェコ国内区間についても記載する。
1887年、オーストリア国鉄によりスドムニェルジツェ～ヴェセリー間が開業した。その後1889年に、皇帝フェルディナント北部鉄道によりロハテツ～スドムニェルジツェ間が開業した。その後1927年に、ヴェセリー～ノヴェー・メスト・ナド・ヴァーホム間が開業して全線開通した。

## 運行形態[2]

### 定期列車
アリヴァ列車が運行しているが、2024年度以前はチェコ鉄道による運行であった。
- ホドニーン - ヴェセリー
平日は1時間に1本、休日は2時間に1本の運行。ロハテツ・コロニェは大部分が通過する他、ザラジツェは午後の北行・午前の南行の多くが通過する。
2024年度以前は、多くがホドニーン - ヴェルカー方面の運行であった。また、大部分が各駅停車で、ザラジツェは全列車が停車していたが、一部はブラトニツェを通過していた。なお、2025年1月から8月まで、ロハテツ以南のみの運行となっている[3]。

- ストラージニツェ - ヴェセリー
日中以降、2時間に1本の運行。
2025年度より運行を開始した。

- ストラージニツェ - ミヤヴァ
2時間に1本の運行。休日午後は、ヴェセリー - ミヤヴァ間の運行になる。ヴェルカー以南はスロバキア国鉄121号線に直通する。
2024年度以前は、ホドニーン - ヴェルカー間の運行で、平日1-2時間に1本、休日2時間に1本の運行であった。午前の大部分がヤヴォルニークまで、3往復がヴルボウツェまで直通し、午後のヴェルカー以南はスロバキア国鉄121号線の列車が運行していた。

### 臨時列車
チェコ鉄道による運行。
- ストラージニツェ民俗祭運行列車：　ストラージニツェ - ヴェセリー ( → ウヘルスケー・フラヂシチェ )　【夏の年2日運行】
一日1往復の運行。ヴェセリー方面は、340号線のウヘルスケー・フラヂシチェまで直通する。ヴェセリー方面は各駅停車であるが、ストラージニツェ方面はザラジツェを通過する。

- ストラージニツェ民俗祭運行列車：　ストラージニツェ - ヴェセリー - キヨフ　【夏の年2日運行】
一日1往復の運行。ヴェセリー以北は340号線に直通する。キヨフ方面は各駅停車であるが、ストラージニツェ方面はヴェセリー - ストラージニツェ間ノンストップ。2020年以降運行。

- 聖ホスティーン巡礼列車
大晦日の夜、ホドニーン - ヴェセリー - ビストルジツェ間に、年1往復の運行。ヴェセリー以東は340号線に直通する。コロニェ以外の各駅に停車する。

- ホルニャーツコ祭運行列車：　ストラージニツェ - ヴェセリー - ヴェルカー
年2日、ストラージニツェ - ヴェルカー間に、一日1往復の運行。ストラージニツェ方面は各駅に停車する。ヴェルカー方面は、ヴェセリーで分断され、ストラージニツェ→ヴェセリーはノンストップ、ヴェセリー→ヴェルカーは途中リポフのみに停車する。
2020年以前は、ヴェセリー - ヴェルカー間の運行であった。

- 聖ホスティーン巡礼列車への接続列車
大晦日の夜、ヴェセリー - ヴェルカー間に、年1往復の運行。ヴェセリーで、340号線ビストルジツェ行の巡礼列車に接続する。ヴェセリー行は各駅停車だが、ヴェルカー行はブラトニツェを通過する。

## 駅一覧
以下では、チェコ国鉄343号線の駅と営業キロ、停車列車、接続路線などを一覧表で示す。
- 停車駅
  - ■印：全列車停車
  - ●印：大部分停車、一部通過
  - ○印：大部分通過、一部停車

| 路線名 | 駅名                                                   | 駅間営業キロ | 累計営業キロ     | 累計営業キロ        | 累計営業キロ              | Os | 接続路線                  | 所在地         | 所在地       |
| ------ | ------------------------------------------------------ | ------------ | ---------------- | ------------------- | ------------------------- | -- | ------------------------- | -------------- | ------------ |
| 330    | ホドニーン駅                                           | -            | ロハテツから 7.2 | ヴェセリーから 27.1 | ノヴェー・メストから 94.5 | ■  | 255号線、330号線          | 南モラヴィア州 | ホドニーン郡 |
| 330    | ロハテツ停留所                                         | 5.4          | 1.8              | 21.7                | 89.1                      | ●  |                           | 南モラヴィア州 | ホドニーン郡 |
| 343    | ロハテツ駅                                             | 1.8          | 0.0              | 19.9                | 87.3                      | ■  | 330号線（ワルシャワ方面） | 南モラヴィア州 | ホドニーン郡 |
| 343    | ロハテツ・コロニェ駅                                   | 1.4          | 1.4              | 18.5                | 85.9                      | ○  |                           | 南モラヴィア州 | ホドニーン郡 |
| 343    | スドムニェルジツェ・ナド・モラヴォウ駅                 | 4.0          | 5.4              | 14.5                | 81.9                      | ■  |                           | 南モラヴィア州 | ホドニーン郡 |
| 343    | ペトロフ・ウ・ストラージニツェ駅                       | 2.6          | 8.0              | 11.9                | 79.3                      | ■  |                           | 南モラヴィア州 | ホドニーン郡 |
| 343    | ストラージニツェ駅                                     | 4.0          | 12.0             | 7.9                 | 75.3                      | ■  |                           | 南モラヴィア州 | ホドニーン郡 |
| 343    | ヴノロヴィ駅                                           | 4.5          | 16.5             | 3.4                 | 70.8                      | ■  |                           | 南モラヴィア州 | ホドニーン郡 |
| 343    | ヴェセリー・ナド・モラヴォウ・ザラジツェ駅             | 1.4          | 17.9             | 2.0                 | 69.4                      | ●  |                           | 南モラヴィア州 | ホドニーン郡 |
| 343    | ヴェセリー・ナド・モラヴォウ駅                         | 2.0          | 19.9             | 0.0                 | 67.4                      | ■  | 340号線                   | 南モラヴィア州 | ホドニーン郡 |
| 343    | ブラトニツェ・ポド・スヴァーティム・アントニーンケム駅 | 5.0          | 24.9             | 5.0                 | 62.4                      | ■  |                           | 南モラヴィア州 | ホドニーン郡 |
| 343    | リポフ駅                                               | 5.1          | 30.0             | 10.1                | 57.3                      | ■  |                           | 南モラヴィア州 | ホドニーン郡 |
| 343    | ロウカ・ウ・オストロフ駅                               | 2.0          | 32.0             | 12.1                | 55.3                      | ■  |                           | 南モラヴィア州 | ホドニーン郡 |
| 343    | ヴェルカー・ナド・ヴェリチコウ駅                       | 4.9          | 36.9             | 17.0                | 50.4                      | ■  |                           | 南モラヴィア州 | ホドニーン郡 |
| 343    | ヤヴォルニーク・ナド・ヴェリチコウ停留所               | 2.1          | 39.0             | 19.1                | 48.3                      | ■  |                           | 南モラヴィア州 | ホドニーン郡 |
| 121    | ヴルボヴツェ駅                                         | 4.2          | 43.2             | 23.3                | 44.1                      | ■  | スロバキア国鉄121号線     | トレンチーン県 | ミヤヴァ郡   |